# El coronel Macià
Pour plus de détails, voir Fiche technique et Distribution.
El coronel Macià (en français Le colonel Macià) est un film écrit et réalisé par Josep Maria Forn, qui présente quelques épisodes de la vie de Francesc Macià avant qu'il ne devienne Président de la Generalitat de Catalogne.
Les protagonistes principaux sont Abel Folk dans le rôle de Francesc Macià, Marta Marco qui interprète Eugènia Lamarca, l'épouse de Macià, Molly Malcolm dans le rôle (de fiction) d'une journaliste irlandaise qui visite la Catalogne, et Fèlix Pons, qui interprète le journaliste Maspons.

## Histoire
El coronel Macià narre divers épisodes de la vie de Francesc Macià, débutant en 1905 alors qu'il était encore lieutenant-colonel dans l'armée espagnole, et s'achevant avec la proclamation de la République catalane le 14 avril 1931. Le film commence lorsqu'une journaliste irlandaise qui vient d'arriver en Catalogne constate les affrontements entre l'armée espagnole et le catalanisme, avec des épisodes comme les événements du ¡Cu-Cut!. Macià n'approuve pas les agissements de la garnison de Barcelone, et en vient à se confronter avec ses supérieurs de l'armée.
Malgré l'introduction de personnages de fiction comme la journaliste irlandaise Elisabeth Joyce, le film présente la trajectoire politique et personnelle de Macià à partir des faits historiques qui l'ont accompagnée.

## Fiche technique
- Réalisation et scénario : Josep Maria Forn
- Musique originale : Albert Guinovart
- Photographie : Jaume Peracaula
- Montage : Xavi Carrasco
- Décors et costumes : José Massagué
- Pays :  Espagne
- Langue : anglais - français - catalan - espagnol

## Distribution
- Abel Folk : Macià
- Marta Marco : Eugènia
- Molly Malcolm : Elisabeth Joyce
- Fèlix Pons : Maspons
- Ricard Borràs : Ventura Gassol
- Pere Ventura : Carner Ribalta
- Roger Casamajor : Daniel Cardona
- Manel Barceló : Coronel Azcárate
- Lluís Soler : Henry Torres
- Juli Fàbregas : Vilanova
- Toni Albà : Rovira
- Héctor Claramunt : Alfonso XIII
- Luciano Federico : Garibaldi